# ГЕС Гешенен
ГЕС Гешенен (нім. Göschenen) — гідроелектростанція в центральній частині Швейцарії у верхній частині сточища річки Ройс (через Ааре належить до басейну Рейну).

Схема живлення ГЕС Гешенен

Комплекс станції Гешенен, споруджений у період з 1955 по 1962 рік, працює за рахунок подавання води з двох дериваційних систем. Потужніша базується на використанні водосховища Гешенеральпзе, створеного у південно-східній частині Урійських Альп (східна частина Бернських Альп) на лівій притоці Ройсу — Гешенер Ройс. Ця водойма площею поверхні 1,32 км2 та корисним об'ємом 76 млн м3 (при нормальному коливанні рівня між позначками 1700 та 1792 метри НРМ) створена кам'яно-накидною греблею висотою 155 метрів, довжиною 540 метрів та товщиною по підошві до 700 метрів, яка потребувала для спорудження 9,3 млн м3 матеріалу. До цього сховища за допомогою водозбірних тунелів також перекидається вода як з півдня, від витоків Ройсу (Тифенбах, Лохбах) у долині Урзеренталь, так і з півночі, з долини річки Форальпройс (ліва притока Гешенер Ройс, яка впадає в нього нижче за греблю).
Від греблі до машинного залу через гірський масив правобережжя Гешенер Ройс веде дериваційний тунель довжиною 7 км та діаметром 3 метри, який після вирівнювального вузла переходить у напірний водогін довжиною 0,9 км та діаметром 2,4 метра. Така схема забезпечує напір 708 метрів.
Інша дериваційна система полягає у відборі води з Ройсу дещо нижче від Андерматт. У цьому місці Ройс уже прийняв поповнення з правих приток Готтардройс та Унтеральпройс (дренують північний схил Лепонтинських Альп), проте малий об'єм водосховища — всього 30 тис. м3 — дає змогу подавати лише 12 м3/с проти 30 м3/с із першої системи. Крім того, напір у другій дериваційній системі (Урнерлох) становить усього 340 метрів. Її підвідний тунель має довжину 2,5 км при діаметрі 2,2 метра та переходить у напірний водогін довжиною 0,5 км та діаметром 1,7 метра.
Машинний зал станції споруджений у підземному виконанні на глибині 80 метрів та має розміри 120 × 20 метрів і висоту 30 метрів. Для роботи на воді Göscheneralpsee він обладнаний чотирма турбінами типу Пелтон потужністю по 41,2 МВт, для використання ресурсу з Урнерлох — двома турбінами того ж типу потужністю по 16,6 МВт. Половина з них працює на однофазні генератори, виробляючи струм для співвласника станції залізничної компанії SBB. При цьому за рахунок більш стабільного притоку з Urnerloch дві менш потужні турбіни виробляють третину з річного показника у 430 млн кВт·год, хоча на них припадає лише шоста частина потужності ГЕС.
Відпрацьована вода спрямовується на другий ступінь гідровузла ГЕС Вассен.
Видача продукції відбувається по ЛЕП, що працюють під напругою 220 та 50 кВ.